# Hydnophora
Genre
Synonymes
- Hydnophorella Delage & Hérouard, 1901[2]
- Monticularia Lamarck, 1816[2]
- Monticulina Saville-Kent, 1893[2]

Hydnophora est un genre de coraux scléractiniaires de la famille des Merulinidae (anciennement des Faviidae).

## Description et caractéristiques

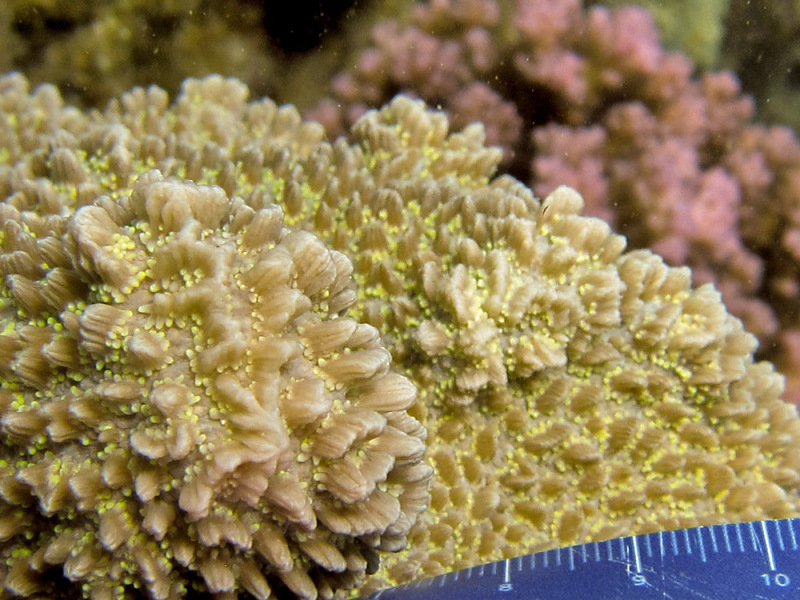
Gros plan sur les hydnophores.

Les colonies de ce genre sont généralement massives, de croissance encroûtante ou arborescente. Le genre est caractérisé par la présence d'hydnophores, qui se forment là où les cloisons entre corallites se rejoignent, et forment des protubérances coniques (sans perforation sommitale, les polypes étant situés au creux des vallées). Ces reliefs rendent le genre relativement facile à identifier, notamment pour le différencier des Acropora. Les polypes ne sont généralement visibles que de nuit (sauf chez Hydnophora exesa et Hydnophora pilosa).

## Liste des espèces
Selon World Register of Marine Species (3 février 2019) :
- Hydnophora bonsai Veron, 1990
- Hydnophora danae Duncan, 1864 †
- Hydnophora exesa (Pallas, 1766)
- Hydnophora grandis Gardiner, 1904
- Hydnophora hemisphaerica Duncan, 1864 †
- Hydnophora maliriensis Duncan, 1880 †
- Hydnophora microconos (Lamarck, 1816)
- Hydnophora pilosa Veron, 1985
- Hydnophora plana Duncan, 1864 †
- Hydnophora rigida (Dana, 1846)
- Hydnophora rudis Duncan, 1864 †

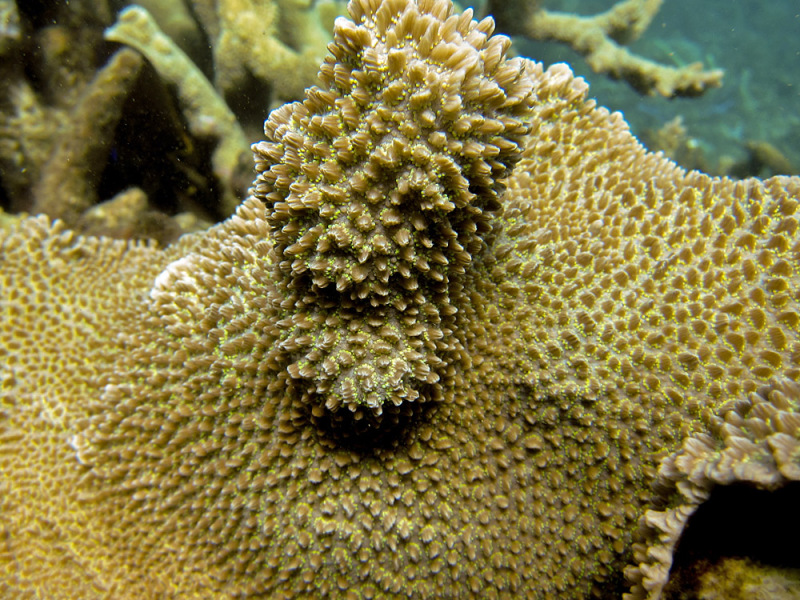
Hydnophora exesa
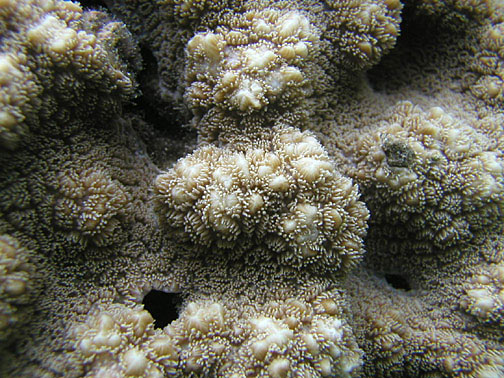
Hydnophora exesa, polypes étendus
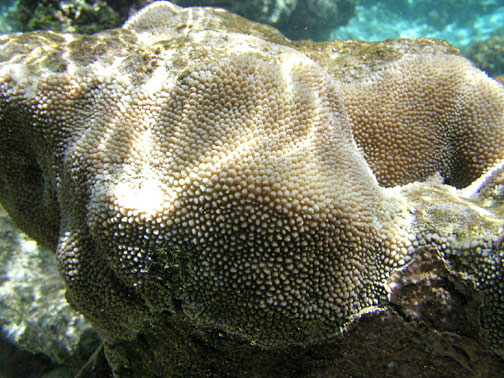
Hydnophora microconos
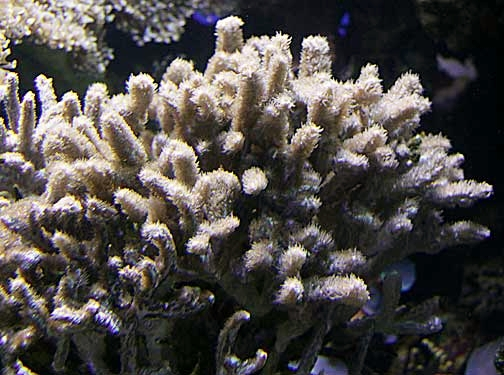
Hydnophora rigida

## Publication originale
- Fischer von Waldheim, 1807 : Museum Demidoff, ou, Catalogue systématique et raisonné des curiosités de la nature et de l'art : données à l'Université Impériale de Moscou par son excellence Monsieur Paul de Demidoff. Imprimerie de Université Impériale de Moscou, vol. 3, pp. 1-300.